# Budești (gmina w okręgu Marmarosz)
Budești – gmina w Rumunii, w okręgu Marmarosz. Obejmuje miejscowości Budești i Sârbi. W 2011 roku liczyła 3055 mieszkańców.